# 六ツ門町
六ツ門町（むつもんまち）は、福岡県久留米市の町名。2017年12月1日現在の人口は1,784人、世帯数は895世帯 郵便番号は、830-0031。

## 地理
久留米市の中央部、筑後川の中流域に位置している。町域の北方には日吉町、南方には西町、西方から南方にかけては小頭町、西方には本町、東方には東町がそれぞれ接している。
北端部には国道209号が東西に通っており、六ツ門交差点で進路を南方に変え、国道264号が西方へ分岐している。また、東端部には福岡県道758号藤田日吉町線が東西に通っている。

## 歴史

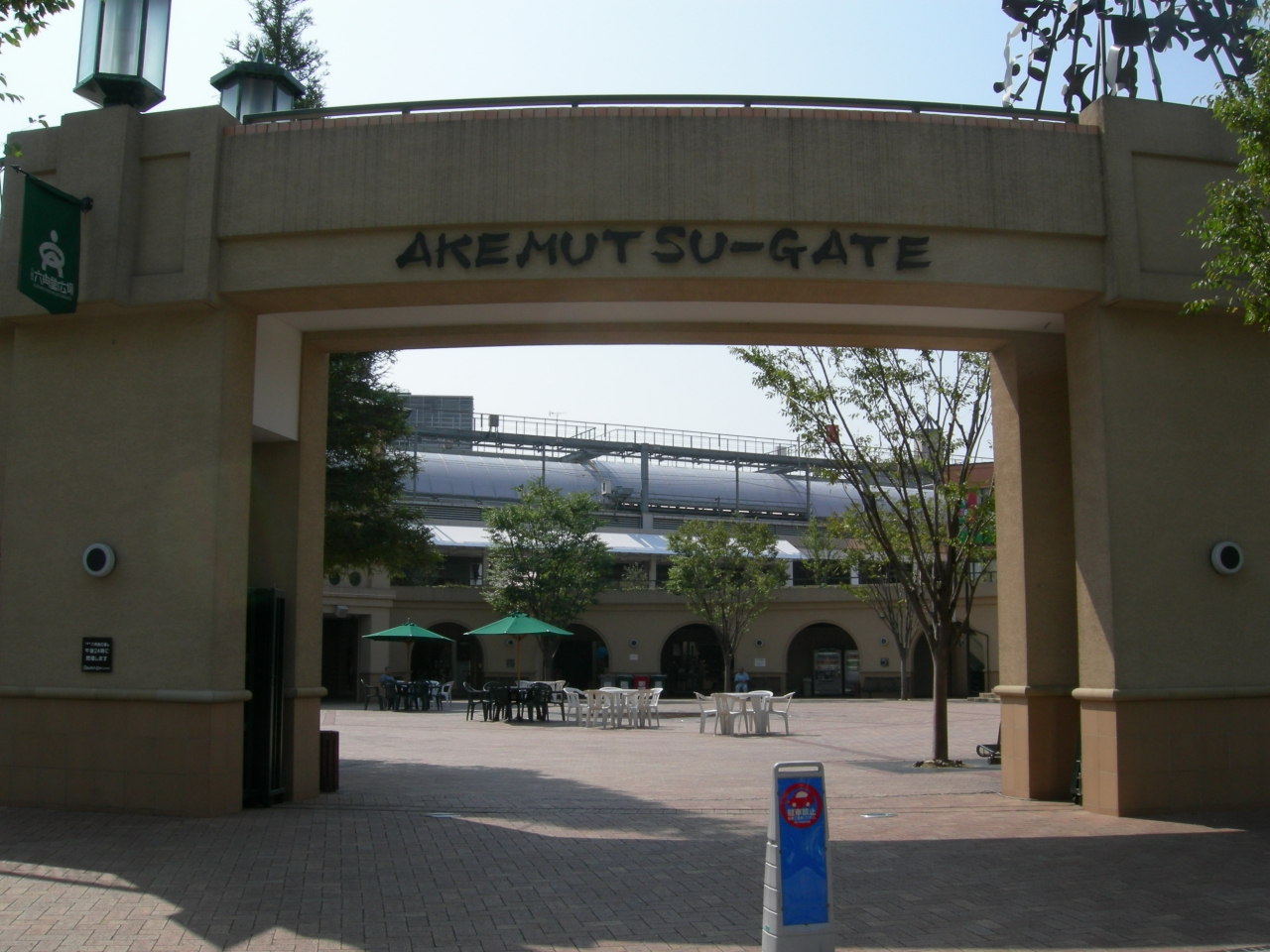
六角堂広場

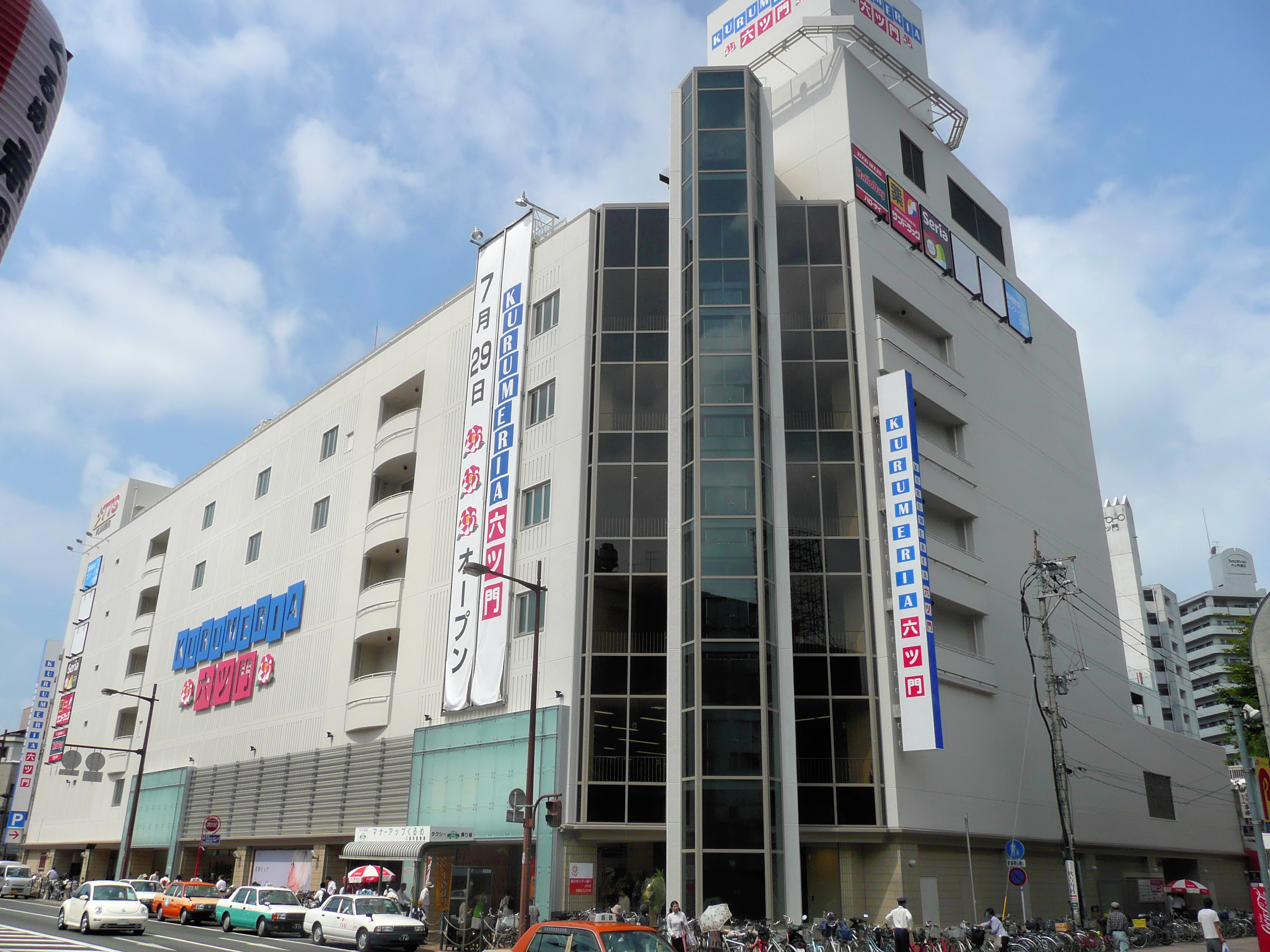
くるめりあ六ツ門

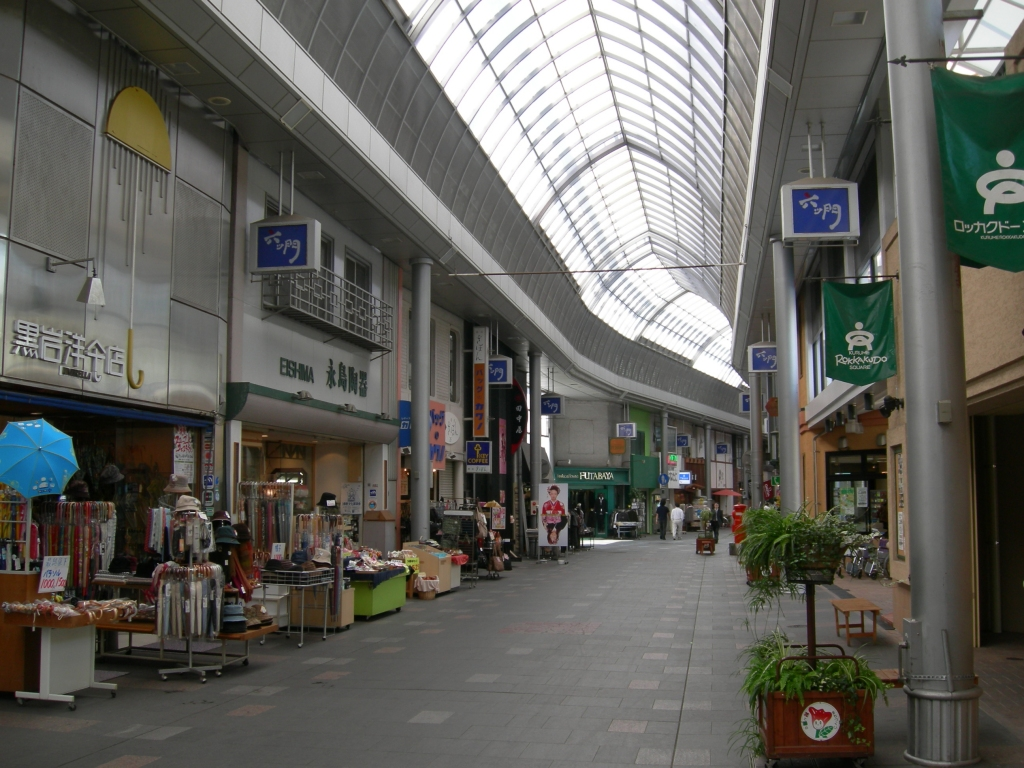
六ツ門商店街

### 地名の由来
江戸時代、この地に十間屋敷（現・日吉町）の西南部の番所があり毎日朝夕の六ツ時（今の6時）に門を開閉したので『六ツ門』の地名が残っている。

## 施設
企業
- ドリームスエフエム放送

店舗・商店街
- 六ツ門商店街 - 新・がんばる商店街77選

- くるめりあ六ツ門
  - マミーズくるめりあ六ツ門店
  - サンドラッグくるめりあ六ツ門店
  - セリアくるめりあ六ツ門店
  - 宮脇書店くるめりあ六ツ門店
  - 六ツ門図書館
- ガスト久留米中央店

歓楽街
- 新世界

多目的施設
- 久留米シティプラザ
- 六角堂広場

教育施設
- 聖母幼稚園
- 久留米大学六ツ門サテライトキャンパス - くるめりあ六ツ門内
- 六ツ門大学

教会
- カトリック久留米教会

宿泊施設
- ホテルニュープラザ久留米
- 久留米第一ホテル
- ホテル セントラルイン

その他
- 道仁会池田組（繁）

## 交通
鉄道
- 西鉄久留米駅
- 久留米駅

バス
- 路線バス - 六ツ門停留所（西鉄バス久留米、堀川バス）

- 高速バス - 福岡空港 - 久留米線

道路
- 明治通り（水天宮入口 - 国道264号 - 六ツ門 - 国道209号 - 東町）